# Torneo masculino de baloncesto 3×3 en los Juegos Olímpicos de París 2024
El torneo masculino de baloncesto 3x3 en los Juegos Olímpicos de París 2024 tuvo lugar en la Plaza de la Concordia, desde el 30 de julio hasta el 5 de agosto. Fue la segunda vez en la historia que se jugó el torneo masculino de 3x3 en unos Juegos Olímpicos, después su debut en Tokio en 2021.

## Formato de competición
Los ocho equipos clasificados jugaron en formato liguilla. El primer y segundo equipo se clasificaron directamente para semifinales. Los equipos del 3 al 6 jugaron un playoff. Después de eso, se usó un sistema de eliminación directa. Además, los partidos solo se podía ganar de dos formas: el primer equipo en hacer 21 puntos o teniendo la puntuación más alta durante 10 minutos.

## Clasificación
| Método de clasificación                                                    | Fecha                  | Sede       | Plazas | Equipo clasificado          |
| -------------------------------------------------------------------------- | ---------------------- | ---------- | ------ | --------------------------- |
| País anfitrión                                                             | ―                      | ―          | 0      | ―                           |
| FIBA 3x3 World Ranking                                                     | 1 de noviembre de 2023 | ―          | 3      | Serbia Estados Unidos China |
| Torneo #1 de Clasificación Olímpica de Universalidad FIBA 3x3 2024 (UOQT1) | 12–14 de abril de 2024 | Hong Kong  | 1      | Letonia                     |
| Torneo #2 de Clasificación Olímpica de Universalidad FIBA 3x3 2024 (UOQT2) | 3–5 de mayo de 2024    | Utsunomiya | 1      | Países Bajos                |
| Torneo Clasificatorio Olímpico FIBA 3x3 2024                               | 16–19 de mayo de 2024  | Debrecen   | 3      | Francia Lituania Polonia    |
| Total                                                                      |                        |            | 8      |                             |

## Calendario de competición
El calendario del torneo fue el siguiente.
| G | Fase de grupos | ¼ | Cuartos de final | ½ | Semifinales | B | Partido por medalla de bronce | F | Final por medalla de oro |

| Evento↓/Fecha → | Mar 30 | Mié 31 | Jue 1 | Vie 2 | Sáb 3 | Dom 4 | Dom 4 | Lun 5 | Lun 5 | Lun 5 |
| --------------- | ------ | ------ | ----- | ----- | ----- | ----- | ----- | ----- | ----- | ----- |
| 3×3 Masculino   | G      | G      | G     | G     |       | G     | ¼     | ½     | B     | F     |

## Listado de jugadores (rosters)
| Team           | Players            | Players           | Players           | Players             |
| -------------- | ------------------ | ----------------- | ----------------- | ------------------- |
| Serbia         | Strahinja Stojačić | Dejan Majstorović | Mihailo Vasić     | Marko Branković     |
| Estados Unidos | Canyon Barry       | Jimmer Fredette   | Kareem Maddox     | Dylan Travis        |
| Lituania       | Evaldas Džiaugys   | Gintautas Matulis | Aurelijus Pukelis | Šarūnas Vingelis    |
| China          | Lu Wenbo           | Zhang Ning        | Zhao Jiaren       | Zhu Yuanbo          |
| Países Bajos   | Worthy de Jong     | Arvin Slagter     | Jan Driessen      | Dimeo van der Horst |
| Francia        | Lucas Dussoulier   | Jules Rambaut     | Franck Seguela    | Timothé Vergiat     |
| Letonia        | Kārlis Lasmanis    | Nauris Miezis     | Zigmārs Raimo     | Francis Lācis       |
| Polonia        | Adrian Bogucki     | Filip Matczak     | Michał Sokołowski | Przemysław Zamojski |

## Árbitros
Los siguientes árbitros fueron seleccionados para el torneo.
- Shi Qirong
- Najib Chajiddine
- Edmond Ho
- Brigitta Csabai-Kaskötő
- Marek Maliszewski
- Vlad Ghizdareanu
- Jasmina Juras
- Kim Ga-in
- Eric Bertrand
- Markos Michaelides
- Deanna Jackson

## Resultados

### Tabla
| Pos. | Equipo         | PJ | G | P | GF  | GC  | DG  | Pts | Clasificación  |
| ---- | -------------- | -- | - | - | --- | --- | --- | --- | -------------- |
| 1    | Letonia        | 7  | 7 | 0 | 147 | 103 | +44 | 14  | Semifinales    |
| 2    | Países Bajos   | 7  | 5 | 2 | 133 | 112 | +21 | 12  | Semifinales    |
| 3    | Lituania       | 7  | 4 | 3 | 134 | 125 | +9  | 11  | Clasificatoria |
| 4    | Serbia         | 7  | 4 | 3 | 129 | 123 | +6  | 11  | Clasificatoria |
| 5    | Francia (H)    | 7  | 3 | 4 | 131 | 132 | −1  | 10  | Clasificatoria |
| 6    | Polonia        | 7  | 2 | 5 | 116 | 139 | −23 | 9   | Clasificatoria |
| 7    | Estados Unidos | 7  | 2 | 5 | 116 | 138 | −22 | 9   |                |
| 8    | China          | 7  | 1 | 6 | 107 | 141 | −34 | 8   |                |

 Fuente: FIBA
Criterios de clasificación: 1) Partidos ganados; 2) resultado de enfrentamiento directo; 3) puntos anotados.
Notas:
1. 1 2  Lituania 20–18 Serbia
2. 1 2  Estados Unidos 17–19 Polonia

### Resultados
Todos las horas son locales (UTC+2).
| 30 de julio de 2024 | Letonia                      | 21–14       | Lituania                         |                                                                                               |  |
| 18:35               |                              |             |                                  |                                                                                               |  |
|                     | Estadísticas Nauris Miezis 9 | Reporte Pts | Estadísticas Aurelijus Pukelis 8 | Pabellón: Plaza de la Concordia, París Árbitros: Marek Maliszweski (POL), Jasmina Juras (SRB) |  |

| 30 de julio de 2024 | China                | 16–21       | Países Bajos           |                                                                                                   |  |
| 19:05               |                      |             |                        |                                                                                                   |  |
|                     | Estadísticas Zhang 7 | Reporte Pts | Estadísticas de Jong 9 | Pabellón: Plaza de la Concordia, París Árbitros: Markos Michaelides (SUI), Najib Chajiddine (FRA) |  |

| 30 de julio de 2024 | Polonia                          | 19–21       | Francia                    | |  |
| 22:05               |                                  |             |                            | |  |
|                     | Estadísticas Bogucki, Zamojski 6 | Reporte Pts | Estadísticas Dussolulier 9 | Pabellón: Plaza de la Concordia, París Árbitros: Brigitta Csabai-Kaskötő (HUN), Vlad Ghizdareanu (ROU) |  |

| 30 de julio de 2024 | Serbia                   | 22–14       | Estados Unidos        |                                                                                          |  |
| 22:35               |                          |             |                       |                                                                                          |  |
|                     | Estadísticas Branković 8 | Reporte Pts | Estadísticas Maddox 6 | Pabellón: Plaza de la Concordia, París Árbitros: Vlad Ghizdareanu (ROU), Edmond Ho (HKG) |  |

| 31 de julio de 2024 | Letonia                 | 21–12       | Países Bajos           | |  |
| 18:35               |                         |             |                        | |  |
|                     | Estadísticas Lasmanis 8 | Reporte Pts | Estadísticas de Jong 7 | Pabellón: Plaza de la Concordia, París Árbitros: Brigitta Csabai-Kaskötő (HUN), Deanna Jackson (USA) |  |

| 31 de julio de 2024 | Serbia                     | 15–21       | China                |                                                                                                 |  |
| 19:05               |                            |             |                      |                                                                                                 |  |
|                     | Estadísticas Majstorović 7 | Reporte Pts | Estadísticas Zang 11 | Pabellón: Plaza de la Concordia, París Árbitros: Markos Michaelides (SUI), Dorothy Okatch (BOT) |  |

| 31 de julio de 2024 | Lituania                         | 20–21       | Francia                |                                                                                    |  |
| 22:05               |                                  |             |                        |                                                                                    |  |
|                     | Estadísticas Džiaugys, Pukelis 7 | Reporte Pts | Estadísticas Rambaut 9 | Pabellón: Plaza de la Concordia, París Árbitros: Edmond Ho (HKG), Shi Qirong (CHN) |  |

| 31 de julio de 2024 | Estados Unidos               | 17–19       | Polonia                |                                                                                              |  |
| 22:35               |                              |             |                        |                                                                                              |  |
|                     | Estadísticas Barry, Travis 6 | Reporte Pts | Estadísticas Bogucki 7 | Pabellón: Plaza de la Concordia, París Árbitros: Jasmina Juras (SRB), Vlad Ghizdareanu (ROU) |  |

| 1 de agosto de 2024 | Países Bajos                          | 19–21       | Serbia                         | |  |
| 10:05               |                                       |             |                                | |  |
|                     | Estadísticas van der Horst, de Jong 8 | Reporte Pts | Estadísticas Marko Branković 9 | Pabellón: Plaza de la Concordia, París Árbitros: Markos Michaelides (SUI), Brigitta Csabai-Kaskötő (HUN) |  |

| 1 de agosto de 2024 | China                | 8–22        | Letonia              |                                                                                            |  |
| 10:35               |                      |             |                      |                                                                                            |  |
|                     | Estadísticas Zhang 6 | Reporte Pts | Estadísticas Lācis 8 | Pabellón: Plaza de la Concordia, París Árbitros: Deanna Jackson (USA), Jasmina Juras (SRB) |  |

| 1 de agosto de 2024 | Lituania                 | 21–12       | Polonia                |                                                                                                 |  |
| 13:25               |                          |             |                        |                                                                                                 |  |
|                     | Estadísticas Džiaugys 10 | Reporte Pts | Estadísticas Bogucki 6 | Pabellón: Plaza de la Concordia, París Árbitros: Markos Michaelides (SUI), Deanna Jackson (USA) |  |

| 1 de agosto de 2024 | Países Bajos                 | 20–13       | Francia                   | |  |
| 14:05               |                              |             |                           | |  |
|                     | Estadísticas van der Horst 8 | Reporte Pts | Estadísticas Dussoulier 6 | Pabellón: Plaza de la Concordia, París Árbitros: Jasmina Juras (SRB), Brigitta Csabai-Kaskötő (HUN) |  |

| 1 de agosto de 2024 | Estados Unidos       | 18–20       | Lituania               |                                                                                          |  |
| 19:05               |                      |             |                        |                                                                                          |  |
|                     | Estadísticas Barry 9 | Reporte Pts | Estadísticas Pukelis 7 | Pabellón: Plaza de la Concordia, París Árbitros: Edmond Ho (HKG), Najib Chajiddine (FRA) |  |

| 1 de agosto de 2024 | China                | 17–22       | Polonia                 |                                                                                                 |  |
| 19:35               |                      |             |                         |                                                                                                 |  |
|                     | Estadísticas Zhang 9 | Reporte Pts | Estadísticas Zamojski 9 | Pabellón: Plaza de la Concordia, París Árbitros: Najib Chajiddine (FRA), Vlad Ghizdareanu (ROU) |  |

| 1 de agosto de 2024 | Serbia                     | 19–16       | Francia                |                                                                                           |  |
| 22:35               |                            |             |                        |                                                                                           |  |
|                     | Estadísticas Majstorović 9 | Reporte Pts | Estadísticas Seguela 7 | Pabellón: Plaza de la Concordia, París Árbitros: Edmond Ho (HKG), Marek Maliszewski (POL) |  |

| 1 de agosto de 2024 | Estados Unidos        | 19–21       | Letonia                |                                                                                                 |  |
| 23:05               |                       |             |                        |                                                                                                 |  |
|                     | Estadísticas Barry 10 | Reporte Pts | Estadísticas Miezis 10 | Pabellón: Plaza de la Concordia, París Árbitros: Najib Chajiddine (FRA), Vlad Ghizdareanu (ROU) |  |

| 2 de agosto de 2024 | Lituania                | 21–16       | China               | |  |
| 10:05               |                         |             |                     | |  |
|                     | Estadísticas Džiaugys 9 | Reporte Pts | Estadísticas Zhao 6 | Pabellón: Plaza de la Concordia, París Árbitros: Marek Maliszewski (POL), Brigitta Csabai-Kaskötő (HUN) |  |

| 2 de agosto de 2024 | Polonia                 | 17–21       | Países Bajos                  |                                                                                            |  |
| 10:35               |                         |             |                               |                                                                                            |  |
|                     | Estadísticas Zamojski 8 | Reporte Pts | Estadísticas tres jugadores 6 | Pabellón: Plaza de la Concordia, París Árbitros: Deanna Jackson (USA), Jasmina Juras (SRB) |  |

| 2 de agosto de 2024 | Países Bajos           | 19–18       | Lituania               |                                                                                            |  |
| 13:25               |                        |             |                        |                                                                                            |  |
|                     | Estadísticas De Jong 6 | Reporte Pts | Estadísticas Pukelis 7 | Pabellón: Plaza de la Concordia, París Árbitros: Deanna Jackson (USA), Jasmina Juras (SRB) |  |

| 2 de agosto de 2024 | Francia                 | 20–22       | Letonia                | |  |
| 14:05               |                         |             |                        | |  |
|                     | Estadísticas Seguela 10 | Reporte Pts | Estadísticas Miezis 10 | Pabellón: Plaza de la Concordia, París Árbitros: Brigitta Csabai-Kaskötő (HUN), Marek Maliszewski (POL) |  |

| 2 de agosto de 2024 | Francia                | 19–21       | Estados Unidos        |                                                                                    |  |
| 18:35               |                        |             |                       |                                                                                    |  |
|                     | Estadísticas Seguela 7 | Reporte Pts | Estadísticas Barry 16 | Pabellón: Plaza de la Concordia, París Árbitros: Shi Qirong (CHN), Edmond Ho (HKG) |  |

| 2 de agosto de 2024 | Letonia                        | 21–14       | Serbia                     |                                                                                                   |  |
| 19:05               |                                |             |                            |                                                                                                   |  |
|                     | Estadísticas Lācis, Lasmanis 8 | Reporte Pts | Estadísticas Majstorović 7 | Pabellón: Plaza de la Concordia, París Árbitros: Markos Michaelides (SUI), Vlad Ghizdareanu (ROU) |  |

| 2 de agosto de 2024 | Serbia                     | 21–12       | Polonia                |                                                                                          |  |
| 22:05               |                            |             |                        |                                                                                          |  |
|                     | Estadísticas Majstorović 7 | Reporte Pts | Estadísticas Bogucki 6 | Pabellón: Plaza de la Concordia, París Árbitros: Edmond Ho (HKG), Najib Chajiddine (FRA) |  |

| 2 de agosto de 2024 | China               | 17–21       | Estados Unidos        |                                                                                          |  |
| 22:35               |                     |             |                       |                                                                                          |  |
|                     | Estadísticas Zhao 9 | Reporte Pts | Estadísticas Barry 14 | Pabellón: Plaza de la Concordia, París Árbitros: Kim Ga-in (KOR), Vlad Ghizdareanu (ROU) |  |

| 4 de agosto de 2024 | Francia                            | 21–12       | China                |                                                                                              |  |
| 17:30               |                                    |             |                      |                                                                                              |  |
|                     | Estadísticas Dussoulier, Rambaut 6 | Reporte Pts | Estadísticas Zhang 4 | Pabellón: Plaza de la Concordia, París Árbitros: Jasmina Juras (SRB), Vlad Ghizdareanu (ROU) |  |

| 4 de agosto de 2024 | Polonia                   | 16–22       | Letonia                |                                                                                                 |  |
| 18:00               |                           |             |                        |                                                                                                 |  |
|                     | Estadísticas Sokołowski 6 | Reporte Pts | Estadísticas Miezis 13 | Pabellón: Plaza de la Concordia, París Árbitros: Brigitta Csabai-Kaskötő (HUN), Edmond Ho (HKG) |  |

| 4 de agosto de 2024 | Lituania                | 20–18       | Serbia                      |                                                                                                   |  |
| 18:35               |                         |             |                             |                                                                                                   |  |
|                     | Estadísticas Pukelis 10 | Reporte Pts | Estadísticas Majstorović 10 | Pabellón: Plaza de la Concordia, París Árbitros: Markos Michaelides (SUI), Vlad Ghizdareanu (ROU) |  |

| 4 de agosto de 2024 | Estados Unidos                | 6–21        | Países Bajos            |                                                                                       |  |
| 19:05               |                               |             |                         |                                                                                       |  |
|                     | Estadísticas tres jugadores 2 | Reporte Pts | Estadísticas De Jong 11 | Pabellón: Plaza de la Concordia, París Árbitros: Edmond Ho (HKG), Jasmina Juras (SRB) |  |

## Play offs

### Emparejamientos
|  | Clasificatoria | Clasificatoria |             |    | Semifinales | Semifinales       |                   |  | Medalla de oro | Medalla de oro |
|  |                |                |             |    |             |                   |                   |  |                |                |
|  |                |                |             |    |             |                   |                   |  |                |                |
|  |                |                |             |    |             |                   |                   |  |                |                |
|  |                |                |             |    |             |                   |                   |  |                |                |
|  | 5 de agosto    |                |             |    |             |                   |                   |  |                |                |
|  |                |                |             |    |             |                   |                   |  |                |                |
|  | Letonia        | 14             |             |    |             |                   |                   |  |                |                |
|  | Letonia        | 14             | 4 de agosto |    |             |                   |                   |  |                |                |
|  |                |                | Francia     | 21 |             |                   |                   |  |                |                |
|  | Serbia         | 19             | Francia     | 21 |             |                   |                   |  |                |                |
|  | Serbia         | 19             | 5 de agosto |    |             |                   |                   |  |                |                |
|  | Francia        | 22             |             |    |             |                   |                   |  |                |                |
|  | Francia        | 22             | Francia     | 17 |             |                   |                   |  |                |                |
|  |                |                | Francia     | 17 |             |                   |                   |  |                |                |
|  |                | Países Bajos   | 18          |    |             |                   |                   |  |                |                |
|  |                | Países Bajos   | 18          |    |             |                   |                   |  |                |                |
|  | 5 de agosto    |                |             |    |             |                   |                   |  |                |                |
|  |                |                |             |    |             |                   |                   |  |                |                |
|  | Países Bajos   | 20             |             |    |             |                   |                   |  |                |                |
|  | Países Bajos   | 20             | 4 de agosto |    |             |                   |                   |  |                |                |
|  |                |                | Lituania    | 9  |             | Medalla de bronce | Medalla de bronce |  |                |                |
|  | Lituania       | 21             | Lituania    | 9  |             | Medalla de bronce | Medalla de bronce |  |                |                |
|  | Lituania       | 21             | 5 de agosto |    |             |                   |                   |  |                |                |
|  | Polonia        | 15             |             |    |             |                   |                   |  |                |                |
|  | Polonia        | 15             | Letonia     | 18 |             |                   |                   |  |                |                |
|  |                |                |             |    |             |                   |                   |  |                |                |
|  | Lituania       | 21             |             |    |             |                   |                   |  |                |                |
|  | Lituania       | 21             |             |    |             |                   |                   |  |                |                |

### Clasificatoria
| 4 de agosto de 2024 | Lituania                          | 21–15       | Polonia                   |                                                                                              |  |
| 21:30               |                                   |             |                           |                                                                                              |  |
|                     | Estadísticas Džiaugys, Vingelis 9 | Reporte Pts | Estadísticas Sokołowski 7 | Pabellón: Plaza de la Concordia, París Árbitros: Jasmina Juras (SRB), Najib Chajiddine (FRA) |  |

| 4 de agosto de 2024 | Serbia                  | 19–22       | Francia                |                                                                                               |  |
| 22:05               |                         |             |                        |                                                                                               |  |
|                     | Estadísticas Stojačić 8 | Reporte Pts | Estadísticas Rambaut 8 | Pabellón: Plaza de la Concordia, París Árbitros: Vlad Ghizdareanu (ROU), Deanna Jackson (USA) |  |

### Semifinales
| 5 de agosto de 2024 | Países Bajos           | 20–9        | Lituania               |                                                                                                 |  |
| 18:00               |                        |             |                        |                                                                                                 |  |
|                     | Estadísticas de Jong 8 | Reporte Pts | Estadísticas Pukelis 4 | Pabellón: Plaza de la Concordia, París Árbitros: Markos Michaelides (SUI), Deanna Jackson (USA) |  |

| 5 de agosto de 2024 | Letonia                  | 14–21       | Francia                   |                                                                                                 |  |
| 19:00               |                          |             |                           |                                                                                                 |  |
|                     | Estadísticas Lasmanis 11 | Reporte Pts | Estadísticas Dussoulier 9 | Pabellón: Plaza de la Concordia, París Árbitros: Brigitta Csabai-Kaskötő (HUN), Edmond Ho (HKG) |  |

### Partido por la medalla de bronce
| 5 de agosto de 2024 | Letonia                 | 18–21       | Lituania                |                                                                                                 |  |
| 21:30               |                         |             |                         |                                                                                                 |  |
|                     | Estadísticas Lasmanis 9 | Reporte Pts | Estadísticas Vingelis 9 | Pabellón: Plaza de la Concordia, París Árbitros: Markos Michaelides (SUI), Deanna Jackson (USA) |  |

### Partido por la medalla de oro
| 5 de agosto de 2024 | Francia                             | 17–18       | Países Bajos           |                                                                                              |  |
| 22:30               |                                     |             |                        |                                                                                              |  |
|                     | Estadísticas Dussolulier, Seguela 5 | Reporte Pts | Estadísticas de Jong 7 | Pabellón: Plaza de la Concordia, París Árbitros: Vlad Ghizdareanu (ROU), Jasmina Juras (SRB) |  |

## Clasificación final
| Clasificación | Equipo         |
| ------------- | -------------- |
|               | Países Bajos   |
|               | Francia        |
|               | Lituania       |
| 4             | Letonia        |
| 5             | Serbia         |
| 6             | Polonia        |
| 7             | Estados Unidos |
| 8             | China          |